# Lola Beer Ebner
Lola Beer Ebner, původním jménem Carola Zwillinger, (6. srpna 1910 Prostějov – 3. března 1997 Tel Aviv) byla izraelská módní návrhářka. Narodila se jako jedno z pěti dětí židovskému obchodníku v Prostějově. Vystudovala Umělecko-průmyslovou školu v Praze a v březnu roku 1939 emigrovala i s manželem obchodníkem Josefem Beerem do tehdejší Palestiny.
V Tel Avivu se po otevření módního návrhářského studia v roce 1940 stává vyhledávanou návrhářkou, především mezi ženami z evropské kultury, později, po vzniku nového státu Izrael, navrhovala ženám padnoucí uniformy pro armádní službu, práci v poštovním úřadě a nebo pro letušky El-Al, k jejím zákaznicím patřily také manželky izraelských politických činitelů. V 60. a 70. letech se autorské módní kolekce, uváděné už pod příjmením druhého manžela Ebner, dočkaly ocenění i v zahraničí. V roce 1972 jí francouzská vláda udělila titul Rytíř umění a literatury, následně obdržela čestný doktorát na telavivské univerzitě, kde vyučovala módnímu návrhářství. Vlastní obchod na prestižní telavivské třídě Ha-Jarkon vedla až do svých 85 let. Na univerzitě v Tel Avivu založila sochařskou zahradu na paměť svého muže designéra Dolfiho Ebnera, zahrada nese od roku 1997 jméno zakladatelky.